# Salvador Carmona
Salvador José Carmona Álvarez (født 22. august 1975 i Mexico City, Mexico) er en tidligere mexicansk fodboldspiller (højre back).
Carmona tilbragte hele sin 14 år lange karriere i hjemlandet, hvor han primært var tilknyttet Deportivo Toluca. Her spillede han i sammenlagt ni sæsoner og var med til at vinde hele fire mexicanske mesterskaber. Af hans andre klubber han nævnes Cruz Azul og Chivas Guadalajara.
Carmona nåede over en periode på ni år at spille 84 kampe for Mexicos landshold. Hans første landskamp var en venskabskamp 7. februar 1996 på udebane mod Chile, mens hans sidste opgør i landsholdstrøjen fandt sted 19. juni 2005 i et Confederations Cup-opgør i Tyskland mod Brasilien.
Han repræsenterede sit land ved en lang række internationale slutrunder, heriblandt VM i 1998 i Frankrig og VM i 2002 i Sydkorea/Japan. Han var også med til at vinde guld ved de nordamerikanske mesterskaber CONCACAF Gold Cup i både 1998 og 2003, samt ved Confederations Cup 1999 på hjemmebane.
Carmona blev i 2006 idømt livsvarig karantæne fra al fodbold på grund af dopingmisbrug.

## Titler
Liga MX
- 1998, 1999, 2000 og 2003 med Deportivo Toluca

CONCACAF Champions League
- 2003 med Deportivo Toluca

Confederations Cup
- 1999 med Mexico

CONCACAF Gold Cup
- 1998 og 2003 med Mexico